# Premiership Rugby (2010/2011)
English Premiership 2010/2011 – dwudziesta czwarta edycja Premiership, najwyższego poziomu rozgrywek w rugby union w Anglii. Organizowane przez Rugby Football Union zawody odbyły się w dniach 3 września 2010 – 28 maja 2011 roku, a tytułu bronił zespół Leicester Tigers.
Rozgrywki toczyły się w pierwszej fazie systemem ligowym w okresie jesień-wiosna, a czołowa czwórka awansowała do półfinałów. Tytuł mistrzowski zdobył zespół Saracens.

## Faza grupowa
| 3 września 201019:45 | Sale Sharks                                                                        | 35:18(26:13) | Newcastle Falcons                             | Edgeley Park, Stockport Widzów: 7815 Sędzia: Dean Richards |
| 3 września 201019:45 | Dwayne Peel 3 (dg) Nick MacLeod 22 (2pd 6K) Sisa Koyamaibole 5 (P) Tom Brady 5 (P) | 35:18(26:13) | Brent Wilson 10 (2P) Jeremy Manning 8 (pd 2K) | Edgeley Park, Stockport Widzów: 7815 Sędzia: Dean Richards |
| 3 września 201019:45 | Chris Leck                                                                         | 35:18(26:13) |                                               | Edgeley Park, Stockport Widzów: 7815 Sędzia: Dean Richards |

| 4 września 201014:00 | London Irish                                                                         | 33:16(6:10) | Saracens                                                      | Twickenham Stadium Londyn Widzów: 75112 Sędzia: Andrew Small |
| 4 września 201014:00 | Delon Armitage 5 (P) Ryan Lamb 13 (2pd 3K) Sailosi Tagicakibau 5 (P) Topsy Ojo 5 (P) | 33:16(6:10) | Derick Hougaard 6 (2K) Ernst Joubert 5 (P) Schalk Brits 5 (P) | Twickenham Stadium Londyn Widzów: 75112 Sędzia: Andrew Small |
| 4 września 201014:00 | Delon Armitage · Paul Hodgson                                                        | 33:16(6:10) | Alex Goode · Kevin Barrett                                    | Twickenham Stadium Londyn Widzów: 75112 Sędzia: Andrew Small |

| 4 września 201015:00 | Exeter                                          | 22:10(16:5) | Gloucester                                  | Sandy Park, Exeter Widzów: 9562 Sędzia: Rob Debney |
| 4 września 201015:00 | Gareth Steenson 17 (pd dg 4K) Mark Foster 5 (P) | 22:10(16:5) | James Simpson-Daniel 5 (P) Tim Taylor 5 (P) | Sandy Park, Exeter Widzów: 9562 Sędzia: Rob Debney |

| 4 września 201016:30 | London Wasps                                                        | 29:29(23:16) | Harlequins                                                | Twickenham Stadium Londyn Widzów: 75112 Sędzia: Chris White |
| 4 września 201016:30 | Andy Powell 5 (P) Mark van Gisbergen 19 (2pd 5K) Tom Varndell 5 (P) | 29:29(23:16) | Mike Brown 5 (P) Nick Easter 5 (P) Nick Evans 19 (2pd 5K) | Twickenham Stadium Londyn Widzów: 75112 Sędzia: Chris White |
| 4 września 201016:30 | Joe Worsley                                                         | 29:29(23:16) |                                                           | Twickenham Stadium Londyn Widzów: 75112 Sędzia: Chris White |

| 5 września 201015:00 | Leeds Carnegie                                                   | 16:32(9:10) | Bath                                                                              | Headingley Rugby Stadium, Headingley Widzów: 5509 Sędzia: JP Doyle |
| 5 września 201015:00 | Ceiron Thomas 9 (dg 2K) Leigh Hinton 2 (pd) Steve Thompson 5 (P) | 16:32(9:10) | Luke Watson 5 (P) Matt Carraro 5 (P) Nick Abendanon 5 (P) Sam Vesty 17 (P 3pd 2K) | Headingley Rugby Stadium, Headingley Widzów: 5509 Sędzia: JP Doyle |
| 5 września 201015:00 | Michael Claassens                                                | 16:32(9:10) |                                                                                   | Headingley Rugby Stadium, Headingley Widzów: 5509 Sędzia: JP Doyle |

| 5 września 201015:00 | Northampton Saints                                                                          | 27:19(17:7) | Leicester Tigers                                                                      | Franklin’s Gardens, Northampton Widzów: 13498 Sędzia: Dave Pearson |
| 5 września 201015:00 | Brian Mujati 5 (P) Shane Geraghty 5 (pd K) Soane Tongaʻuiha 10 (2P) Stephen Myler 7 (2pd K) | 27:19(17:7) | Alesana Tuilagi 5 (P) Jeremy Staunton 2 (pd) Scott Hamilton 10 (2P) Toby Flood 2 (pd) | Franklin’s Gardens, Northampton Widzów: 13498 Sędzia: Dave Pearson |
| 5 września 201015:00 | Dylan Hartley                                                                               | 27:19(17:7) | George Chuter                                                                         | Franklin’s Gardens, Northampton Widzów: 13498 Sędzia: Dave Pearson |

| 10 września 201020:00 | Newcastle Falcons                                                | 29:17(13:17) | London Wasps                                                     | Kingston Park, Newcastle upon Tyne Widzów: 5159 Sędzia: JP Doyle |
| 10 września 201020:00 | Jimmy Gopperth 19 (2pd 5K) Red Pennycook 5 (P) Tim Swinson 5 (P) | 29:17(13:17) | Ben Jacobs 5 (P) Mark van Gisbergen 7 (2pd K) Tom Varndell 5 (P) | Kingston Park, Newcastle upon Tyne Widzów: 5159 Sędzia: JP Doyle |
| 10 września 201020:00 | Allister Hogg                                                    | 29:17(13:17) |                                                                  | Kingston Park, Newcastle upon Tyne Widzów: 5159 Sędzia: JP Doyle |

| 11 września 201013:30 | Harlequins                              | 16:20(3:13) | Northampton Saints                                                | Twickenham Stoop, Londyn Widzów: 10823 Sędzia: Andrew Small |
| 11 września 201013:30 | George Lowe 5 (P) Nick Evans 11 (pd 3K) | 16:20(3:13) | Chris Ashton 5 (P) Dylan Hartley 5 (P) Shane Geraghty 10 (2pd 2K) | Twickenham Stoop, Londyn Widzów: 10823 Sędzia: Andrew Small |

| 11 września 201014:15 | Bath                                      | 20:13(9:6) | London Irish                              | The Recreation Ground, Bath Widzów: 11005 Sędzia: Dave Pearson |
| 11 września 201014:15 | Nick Abendanon 5 (P) Olly Barkley 15 (5K) | 20:13(9:6) | Jonathan Joseph 5 (P) Ryan Lamb 8 (pd 2K) | The Recreation Ground, Bath Widzów: 11005 Sędzia: Dave Pearson |
| 11 września 201014:15 | Elvis Sevealiʻi · George Stowers          | 20:13(9:6) |                                           | The Recreation Ground, Bath Widzów: 11005 Sędzia: Dave Pearson |

| 11 września 201015:00 | Gloucester                                                                                         | 22:21(19:11) | Leeds Carnegie                                      | Kingsholm Stadium, Gloucester Widzów: 9994 Sędzia: David Rose |
| 11 września 201015:00 | Alasdair Dickinson 5 (P) Eliota Fuimaono-Sapolu 5 (P) Luke Narraway 5 (P) Nicky Robinson 7 (2pd K) | 22:21(19:11) | Chris Lewis-Pratt 16 (P pd 3K) Luther Burrell 5 (P) | Kingsholm Stadium, Gloucester Widzów: 9994 Sędzia: David Rose |

| 11 września 201017:30 | Leicester Tigers                                                                        | 37:27(10:20) | Exeter                                                              | Welford Road, Leicester Widzów: 17956 Sędzia: Dean Richards |
| 11 września 201017:30 | Dan Hipkiss 5 (P) Geordan Murphy 5 (P) Jeremy Staunton 17 (4pd 3K) Scott Hamilton 5 (P) | 37:27(10:20) | Gareth Steenson 12 (3pd 2K) Mark Foster 5 (P) Phill Dollman 10 (2P) | Welford Road, Leicester Widzów: 17956 Sędzia: Dean Richards |
| 11 września 201017:30 | James Hanks                                                                             | 37:27(10:20) |                                                                     | Welford Road, Leicester Widzów: 17956 Sędzia: Dean Richards |

| 12 września 201015:00 | Saracens                                                                                     | 28:13(13:13) | Sale Sharks                                | Vicarage Road, Watford Widzów: 6087 Sędzia: Wayne Barnes |
| 12 września 201015:00 | David Strettle 5 (P) Deon Carstens 5 (P) Richard Wigglesworth 13 (2pd 3K) Schalk Brits 5 (P) | 28:13(13:13) | David Seymour 5 (P) Nick MacLeod 8 (pd 2K) | Vicarage Road, Watford Widzów: 6087 Sędzia: Wayne Barnes |
| 12 września 201015:00 | Carl Fearns                                                                                  | 28:13(13:13) |                                            | Vicarage Road, Watford Widzów: 6087 Sędzia: Wayne Barnes |

| 17 września 201019:45 | Northampton Saints                                                                                 | 31:10(11:3) | Bath                                                   | Franklin’s Gardens, Northampton Widzów: 13491 Sędzia: Chris White |
| 17 września 201019:45 | Chris Ashton 10 (2P) Joe Ansbro 5 (P) Phil Dowson 5 (P) Shane Geraghty 9 (3K) Stephen Myler 2 (pd) | 31:10(11:3) | Ben Williams 5 (P) Olly Barkley 3 (K) Sam Vesty 2 (pd) | Franklin’s Gardens, Northampton Widzów: 13491 Sędzia: Chris White |
| 17 września 201019:45 | David Wilson                                                                                       | 31:10(11:3) |                                                        | Franklin’s Gardens, Northampton Widzów: 13491 Sędzia: Chris White |

| 17 września 201019:45 | Sale Sharks                                                 | 21:17(6:17) | Harlequins                                                      | Edgeley Park, Stockport Widzów: 6026 Sędzia: Dave Pearson |
| 17 września 201019:45 | Kyle Tonetti 5 (P) Mark Cueto 5 (P) Nick MacLeod 11 (pd 3K) | 21:17(6:17) | George Lowe 5 (P) Jordan Turner-Hall 5 (P) Nick Evans 7 (2pd K) | Edgeley Park, Stockport Widzów: 6026 Sędzia: Dave Pearson |
| 17 września 201019:45 | Ollie Smith · Tomas Vallejos Cinalli                        | 21:17(6:17) |                                                                 | Edgeley Park, Stockport Widzów: 6026 Sędzia: Dave Pearson |

| 18 września 201015:00 | Exeter                                       | 22:17(10:10) | Newcastle Falcons                                                   | Sandy Park, Exeter Widzów: 7326 Sędzia: Greg Garner |
| 18 września 201015:00 | Gareth Steenson 17 (pd 5K) Tom Johnson 5 (P) | 22:17(10:10) | Charlie Amesbury 5 (P) Jimmy Gopperth 7 (2pd K) Rob Vickerman 5 (P) | Sandy Park, Exeter Widzów: 7326 Sędzia: Greg Garner |
| 18 września 201015:00 | Red Pennycook                                | 22:17(10:10) |                                                                     | Sandy Park, Exeter Widzów: 7326 Sędzia: Greg Garner |

| 18 września 201015:05 | London Wasps                                                        | 37:30(18:30) | Leicester Tigers                                                                                      | Adams Park, High Wycombe Widzów: 8006 Sędzia: Wayne Barnes |
| 18 września 201015:05 | Dave Walder 22 (2pd 6K) Richard Haughton 5 (P) Tom Varndell 10 (2P) | 37:30(18:30) | Ben Youngs 5 (P) Billy Twelvetrees 5 (P) Jeremy Staunton 10 (2pd 2K) Matt Smith 5 (P) Tom Croft 5 (P) | Adams Park, High Wycombe Widzów: 8006 Sędzia: Wayne Barnes |

| 19 września 201015:00 | Leeds Carnegie                                                    | 14:26(0:13) | Saracens                                                            | Headingley Rugby Stadium, Headingley Widzów: 4774 Sędzia: Sean Davey |
| 19 września 201015:00 | Chris Lewis-Pratt 3 (K) James Tincknell 5 (P) Leigh Hinton 6 (2K) | 14:26(0:13) | David Strettle 5 (P) Derick Hougaard 16 (2pd 4K) Schalk Brits 5 (P) | Headingley Rugby Stadium, Headingley Widzów: 4774 Sędzia: Sean Davey |
| 19 września 201015:00 | Hendre Fourie                                                     | 14:26(0:13) |                                                                     | Headingley Rugby Stadium, Headingley Widzów: 4774 Sędzia: Sean Davey |

| 19 września 201015:00 | London Irish                                                    | 23:16(10:6) | Gloucester                                                     | Madejski Stadium, Reading Widzów: 8267 Sędzia: Dean Richards |
| 19 września 201015:00 | George Stowers 5 (P) James Buckland 5 (P) Ryan Lamb 13 (2pd 3K) | 23:16(10:6) | Lesley Vainikolo 5 (P) Nicky Robinson 9 (3K) Tim Taylor 2 (pd) | Madejski Stadium, Reading Widzów: 8267 Sędzia: Dean Richards |

| 25 września 201014:15 | Bath                                                                                                 | 31:16(24:6) | Sale Sharks                                  | The Recreation Ground, Bath Widzów: 11618 Sędzia: JP Doyle |
| 25 września 201014:15 | Ben Williams 5 (P) Duncan Bell 5 (P) Matt Carraro 5 (P) Olly Barkley 11 (4pd K) Shontayne Hape 5 (P) | 31:16(24:6) | Paul Williams 11 (pd 3K) Wame Lewaravu 5 (P) | The Recreation Ground, Bath Widzów: 11618 Sędzia: JP Doyle |
| 25 września 201014:15 | Ben Williams                                                                                         | 31:16(24:6) |                                              | The Recreation Ground, Bath Widzów: 11618 Sędzia: JP Doyle |

| 25 września 201014:30 | Gloucester                                                               | 22:20(16:10) | London Wasps                                                   | Kingsholm Stadium, Gloucester Widzów: 11377 Sędzia: Andrew Small |
| 25 września 201014:30 | Eliota Fuimaono-Sapolu 5 (P) Nicky Robinson 6 (2K) Tim Taylor 11 (pd 3K) | 22:20(16:10) | Dan Ward-Smith 5 (P) Dave Walder 10 (2pd 2K) Joe Simpson 5 (P) | Kingsholm Stadium, Gloucester Widzów: 11377 Sędzia: Andrew Small |
| 25 września 201014:30 | Brett Deacon                                                             | 22:20(16:10) | Tim Payne                                                      | Kingsholm Stadium, Gloucester Widzów: 11377 Sędzia: Andrew Small |

| 25 września 201015:00 | Harlequins                                                                     | 40:13(16:6) | Exeter                                                     | Twickenham Stoop, Londyn Widzów: 11461 Sędzia: Sean Davey |
| 25 września 201015:00 | Gonzalo Camacho 5 (P) Nick Easter 5 (P) Nick Evans 20 (4pd 4K) Tom Guest 5 (P) | 40:13(16:6) | Gareth Steenson 6 (2K) Mark Foster 5 (P) Ryan Davis 2 (pd) | Twickenham Stoop, Londyn Widzów: 11461 Sędzia: Sean Davey |
| 25 września 201015:00 | Haydn Thomas · James Hanks                                                     | 40:13(16:6) |                                                            | Twickenham Stoop, Londyn Widzów: 11461 Sędzia: Sean Davey |

| 25 września 201015:00 | Leicester Tigers | 48:6(24:6) | Leeds Carnegie       | Welford Road, Leicester Widzów: 17063 Sędzia: Chris White |
| 25 września 201015:00 | Alesana Tuilagi 10 (2P) Billy Twelvetrees 8 (4pd) George Skivington 5 (P) Manu Tuilagi 5 (P) Matt Smith 5 (P) Scott Hamilton 5 (P) Thomas Waldrom 5 (P) Tom Croft 5 (P) | 48:6(24:6) | Ceiron Thomas 6 (2K) | Welford Road, Leicester Widzów: 17063 Sędzia: Chris White |

| 25 września 201017:15 | Newcastle Falcons                       | 12:46(7:19) | London Irish                                                                     | Kingston Park, Newcastle upon Tyne Widzów: 4993 Sędzia: Wayne Barnes |
| 25 września 201017:15 | Alex Tait 5 (P) Jimmy Gopperth 7 (P pd) | 12:46(7:19) | Dan Bowden 5 (P) Jonathan Joseph 10 (2P) Ryan Lamb 16 (5pd 2K) Topsy Ojo 15 (3P) | Kingston Park, Newcastle upon Tyne Widzów: 4993 Sędzia: Wayne Barnes |

| 26 września 201015:00 | Saracens                     | 24:17(15:12) | Northampton Saints                       | Vicarage Road, Watford Widzów: 8567 Sędzia: Dave Pearson |
| 26 września 201015:00 | Derick Hougaard 24 (dg 7K)   | 24:17(15:12) | Paul Diggin 5 (P) Shane Geraghty 12 (4K) | Vicarage Road, Watford Widzów: 8567 Sędzia: Dave Pearson |
| 26 września 201015:00 | Calum Clark · Shane Geraghty | 24:17(15:12) |                                          | Vicarage Road, Watford Widzów: 8567 Sędzia: Dave Pearson |

| 1 października 201019:45 | Sale Sharks             | 24:25(12:12) | London Wasps                                   | Edgeley Park, Stockport Widzów: 7202 Sędzia: David Rose |
| 1 października 201019:45 | Charlie Hodgson 24 (8K) | 24:25(12:12) | Dan Ward-Smith 5 (P) Dave Walder 20 (pd dg 5K) | Edgeley Park, Stockport Widzów: 7202 Sędzia: David Rose |
| 1 października 201019:45 | Rob Webber              | 24:25(12:12) |                                                | Edgeley Park, Stockport Widzów: 7202 Sędzia: David Rose |

| 1 października 201020:05 | Bath               | 3:18(3:18) | Gloucester                                         | The Recreation Ground, Bath Widzów: 12200 Sędzia: Wayne Barnes |
| 1 października 201020:05 | Olly Barkley 3 (K) | 3:18(3:18) | Lesley Vainikolo 5 (P) Nicky Robinson 13 (P pd 2K) | The Recreation Ground, Bath Widzów: 12200 Sędzia: Wayne Barnes |
| 1 października 201020:05 | Jim Hamilton       | 3:18(3:18) |                                                    | The Recreation Ground, Bath Widzów: 12200 Sędzia: Wayne Barnes |

| 2 października 201015:00 | Harlequins                             | 23:12(9:6) | Newcastle Falcons      | Twickenham Stoop, Londyn Widzów: 10813 Sędzia: Chris White |
| 2 października 201015:00 | Nick Evans 13 (2pd 3K) Tom Guest 5 (P) | 23:12(9:6) | Jimmy Gopperth 12 (4K) | Twickenham Stoop, Londyn Widzów: 10813 Sędzia: Chris White |
| 2 października 201015:00 | Jonny Golding                          | 23:12(9:6) |                        | Twickenham Stoop, Londyn Widzów: 10813 Sędzia: Chris White |

| 2 października 201015:00 | London Irish | 40:24(16:7) | Leeds Carnegie                                                                               | Madejski Stadium, Reading Widzów: 6921 Sędzia: Greg Garner |
| 2 października 201015:00 | Chris Malone 2 (pd) George Stowers 5 (P) James Buckland 5 (P) Ryan Lamb 18 (3pd 4K) Sailosi Tagicakibau 10 (2P) | 40:24(16:7) | Ceiron Thomas 12 (P 2pd K) Chris Lewis-Pratt 2 (pd) Hendre Fourie 5 (P) Luther Burrell 5 (P) | Madejski Stadium, Reading Widzów: 6921 Sędzia: Greg Garner |
| 2 października 201015:00 | Hendre Fourie · Rhys Oakley                                                                                     | 40:24(16:7) |                                                                                              | Madejski Stadium, Reading Widzów: 6921 Sędzia: Greg Garner |

| 2 października 201015:00 | Northampton Saints                                                | 27:21(16:9) | Exeter                                                           | Franklin’s Gardens, Northampton Widzów: 13296 Sędzia: JP Doyle |
| 2 października 201015:00 | Bruce Reihana 17 (pd 5K) Paul Diggin 5 (P) Soane Tongaʻuiha 5 (P) | 27:21(16:9) | Chris Budgen 5 (P) Gareth Steenson 11 (pd 3K) Luke Arscott 5 (P) | Franklin’s Gardens, Northampton Widzów: 13296 Sędzia: JP Doyle |
| 2 października 201015:00 | Jon Clarke                                                        | 27:21(16:9) |                                                                  | Franklin’s Gardens, Northampton Widzów: 13296 Sędzia: JP Doyle |

| 3 października 201016:30 | Saracens                                                                     | 26:20(17:7) | Leicester Tigers              | Vicarage Road, Watford Widzów: 7517 Sędzia: Romain Poite |
| 3 października 201016:30 | Derick Hougaard 16 (2pd dg 3K) Richard Wigglesworth 5 (P) Schalk Brits 5 (P) | 26:20(17:7) | Billy Twelvetrees 10 (2pd 2K) | Vicarage Road, Watford Widzów: 7517 Sędzia: Romain Poite |
| 3 października 201016:30 | Deon Carstens                                                                | 26:20(17:7) | Ed Slater · Horacio Agulla    | Vicarage Road, Watford Widzów: 7517 Sędzia: Romain Poite |

| 22 października 201019:45 | Leeds Carnegie      | 3:6(0:0) | Sale Sharks         | Headingley Rugby Stadium, Headingley Widzów: 5571 Sędzia: Jérôme Garcès |
| 22 października 201019:45 | Ceiron Thomas 3 (K) | 3:6(0:0) | Nick MacLeod 6 (2K) | Headingley Rugby Stadium, Headingley Widzów: 5571 Sędzia: Jérôme Garcès |

| 22 października 201020:00 | Newcastle Falcons                           | 13:15(3:6) | Saracens           | Kingston Park, Newcastle upon Tyne Widzów: 5391 Sędzia: JP Doyle |
| 22 października 201020:00 | Jimmy Gopperth 8 (pd 2K) Luke Fielden 5 (P) | 13:15(3:6) | Alex Goode 15 (5K) | Kingston Park, Newcastle upon Tyne Widzów: 5391 Sędzia: JP Doyle |
| 22 października 201020:00 | Schalk Brits                                | 13:15(3:6) |                    | Kingston Park, Newcastle upon Tyne Widzów: 5391 Sędzia: JP Doyle |

| 23 października 201014:30 | Leicester Tigers      | 21:15(12:6) | Bath                 | Welford Road, Leicester Widzów: 21194 Sędzia: Andrew Small |
| 23 października 201014:30 | Toby Flood 21 (dg 6K) | 21:15(12:6) | Olly Barkley 15 (5K) | Welford Road, Leicester Widzów: 21194 Sędzia: Andrew Small |

| 23 października 201015:00 | Gloucester                                                                            | 33:26(23:13) | Harlequins                                | Kingsholm Stadium, Gloucester Widzów: 11919 Sędzia: Tim Wigglesworth |
| 23 października 201015:00 | Brett Deacon 5 (P) Charlie Sharples 5 (P) Dave Lewis 5 (P) Nicky Robinson 18 (3pd 4K) | 33:26(23:13) | Danny Care 5 (P) Nick Evans 21 (P 2pd 4K) | Kingsholm Stadium, Gloucester Widzów: 11919 Sędzia: Tim Wigglesworth |
| 23 października 201015:00 | Nick Wood · Paul Doran Jones                                                          | 33:26(23:13) |                                           | Kingsholm Stadium, Gloucester Widzów: 11919 Sędzia: Tim Wigglesworth |

| 23 października 201017:15 | Exeter                                   | 9:12(6:6) | London Irish      | Sandy Park, Exeter Widzów: 10103 Sędzia: Wayne Barnes |
| 23 października 201017:15 | Gareth Steenson 6 (2K) Ryan Davis 3 (dg) | 9:12(6:6) | Ryan Lamb 12 (4K) | Sandy Park, Exeter Widzów: 10103 Sędzia: Wayne Barnes |
| 23 października 201017:15 | Delon Armitage                           | 9:12(6:6) |                   | Sandy Park, Exeter Widzów: 10103 Sędzia: Wayne Barnes |

| 24 października 201015:00 | London Wasps                          | 10:37(3:25) | Northampton Saints                                                                           | Adams Park, High Wycombe Widzów: 9206 Sędzia: Greg Garner |
| 24 października 201015:00 | Ben Jacobs 5 (P) Dave Walder 5 (pd K) | 10:37(3:25) | Chris Ashton 5 (P) Courtney Lawes 5 (P) Soane Tongaʻuiha 10 (2P) Stephen Myler 17 (P 3pd 2K) | Adams Park, High Wycombe Widzów: 9206 Sędzia: Greg Garner |

| 30 października 201014:30 | Northampton Saints                                                                                | 34:13(10:3) | Newcastle Falcons                             | Franklin’s Gardens, Northampton Widzów: 13356 Sędzia: Nigel Owens |
| 30 października 201014:30 | Greig Tonks 5 (P) James Downey 5 (P) Joe Ansbro 5 (P) Lee Dickson 5 (P) Stephen Myler 14 (4pd 2K) | 34:13(10:3) | Jeremy Manning 5 (P) Jimmy Gopperth 8 (pd 2K) | Franklin’s Gardens, Northampton Widzów: 13356 Sędzia: Nigel Owens |
| 30 października 201014:30 | Gcobani Bobo                                                                                      | 34:13(10:3) |                                               | Franklin’s Gardens, Northampton Widzów: 13356 Sędzia: Nigel Owens |

| 30 października 201015:00 | Saracens          | 9:23(3:10) | Exeter                                        | Vicarage Road, Watford Widzów: 6512 Sędzia: Tim Wigglesworth |
| 30 października 201015:00 | Alex Goode 9 (3K) | 9:23(3:10) | Brett Sturgess 5 (P) Ryan Davis 18 (P 2pd 3K) | Vicarage Road, Watford Widzów: 6512 Sędzia: Tim Wigglesworth |

| 30 października 201017:30 | Gloucester                                       | 19:12(9:6) | Leicester Tigers          | Kingsholm Stadium, Gloucester Widzów: 13970 Sędzia: Wayne Barnes |
| 30 października 201017:30 | Lesley Vainikolo 5 (P) Nicky Robinson 14 (pd 4K) | 19:12(9:6) | Billy Twelvetrees 12 (4K) | Kingsholm Stadium, Gloucester Widzów: 13970 Sędzia: Wayne Barnes |
| 30 października 201017:30 | Jim Hamilton                                     | 19:12(9:6) | Matt Smith                | Kingsholm Stadium, Gloucester Widzów: 13970 Sędzia: Wayne Barnes |

| 31 października 201014:30 | Harlequins        | 6:6(0:3) | Bath                | Twickenham Stoop, Londyn Widzów: 14047 Sędzia: Sean Davey |
| 31 października 201014:30 | Nick Evans 6 (2K) | 6:6(0:3) | Olly Barkley 6 (2K) | Twickenham Stoop, Londyn Widzów: 14047 Sędzia: Sean Davey |

| 31 października 201015:00 | Leeds Carnegie                           | 8:17(3:7) | London Wasps                                                  | Headingley Rugby Stadium, Headingley Widzów: 5495 Sędzia: Dean Richards |
| 31 października 201015:00 | Ceiron Thomas 3 (K) Luther Burrell 5 (P) | 8:17(3:7) | Joe Simpson 5 (P) Mark van Gisbergen 7 (2pd K) Tom Rees 5 (P) | Headingley Rugby Stadium, Headingley Widzów: 5495 Sędzia: Dean Richards |

| 31 października 201015:00 | London Irish                                                            | 39:26(18:6) | Sale Sharks                                                 | Madejski Stadium, Reading Widzów: 7741 Sędzia: Martin Fox |
| 31 października 201015:00 | George Stowers 5 (P) Jonathan Joseph 10 (2P) Ryan Lamb 24 (P 2pd dg 4K) | 39:26(18:6) | Andy Tuilagi 5 (P) Ben Cohen 5 (P) Nick MacLeod 16 (2pd 4K) | Madejski Stadium, Reading Widzów: 7741 Sędzia: Martin Fox |

| 19 listopada 201019:45 | Leicester Tigers          | 18:13(9:6) | Harlequins                              | Welford Road, Leicester Widzów: 17441 Sędzia: Wayne Barnes |
| 19 listopada 201019:45 | Billy Twelvetrees 18 (6K) | 18:13(9:6) | Nick Evans 8 (pd 2K) Tom Williams 5 (P) | Welford Road, Leicester Widzów: 17441 Sędzia: Wayne Barnes |

| 19 listopada 201019:45 | Sale Sharks                           | 10:19(7:9) | Northampton Saints                                         | Edgeley Park, Stockport Widzów: 8091 Sędzia: JP Doyle |
| 19 listopada 201019:45 | Ben Cohen 5 (P) Nick MacLeod 5 (pd K) | 10:19(7:9) | Greig Tonks 5 (P) Jamie Elliott 5 (P) Stephen Myler 9 (3K) | Edgeley Park, Stockport Widzów: 8091 Sędzia: JP Doyle |

| 20 listopada 201015:00 | Exeter             | 15:9(6:3) | Leeds Carnegie       | Sandy Park, Exeter Widzów: 7743 Sędzia: Dave Pearson |
| 20 listopada 201015:00 | Ryan Davis 15 (5K) | 15:9(6:3) | Ceiron Thomas 9 (3K) | Sandy Park, Exeter Widzów: 7743 Sędzia: Dave Pearson |

| 21 listopada 201014:00 | London Wasps                                                                 | 33:25(13:11) | London Irish                                                                | Adams Park, High Wycombe Widzów: 7929 Sędzia: Bryce Lawrence |
| 21 listopada 201014:00 | Ben Jacobs 5 (P) Dave Walder 18 (3pd 4K) Steve Kefu 5 (P) Tom Varndell 5 (P) | 33:25(13:11) | Dan Bowden 5 (P) Paul Hodgson 5 (P) Paulica Ion 5 (P) Ryan Lamb 10 (2pd 2K) | Adams Park, High Wycombe Widzów: 7929 Sędzia: Bryce Lawrence |
| 21 listopada 201014:00 | Tim Payne                                                                    | 33:25(13:11) |                                                                             | Adams Park, High Wycombe Widzów: 7929 Sędzia: Bryce Lawrence |

| 21 listopada 201015:00 | Newcastle Falcons      | 12:6(9:0) | Gloucester           | Kingston Park, Newcastle upon Tyne Widzów: 4249 Sędzia: Martin Fox |
| 21 listopada 201015:00 | Jimmy Gopperth 12 (4K) | 12:6(9:0) | Freddie Burns 6 (2K) | Kingston Park, Newcastle upon Tyne Widzów: 4249 Sędzia: Martin Fox |

| 21 listopada 201016:15 | Bath                                        | 13:17(13:3) | Saracens                                                      | The Recreation Ground, Bath Widzów: 11848 Sędzia: Tim Wigglesworth |
| 21 listopada 201016:15 | Nick Abendanon 5 (P) Olly Barkley 8 (pd 2K) | 13:17(13:3) | James Short 5 (P) Kameli Ratuvou 5 (P) Owen Farrell 7 (2pd K) | The Recreation Ground, Bath Widzów: 11848 Sędzia: Tim Wigglesworth |
| 21 listopada 201016:15 | Olly Barkley                                | 13:17(13:3) |                                                               | The Recreation Ground, Bath Widzów: 11848 Sędzia: Tim Wigglesworth |

| 26 listopada 201019:45 | Northampton Saints                                                                                      | 35:23(27:9) | London Irish                                                   | Franklin’s Gardens, Northampton Widzów: 13456 Sędzia: Tim Wigglesworth |
| 26 listopada 201019:45 | Jamie Elliott 5 (P) Jon Clarke 5 (P) Paul Diggin 10 (2P) Shane Geraghty 3 (K) Stephen Myler 12 (3pd 2K) | 35:23(27:9) | Chris Halaʻufia 5 (P) Ryan Lamb 13 (2pd 2dg K) Topsy Ojo 5 (P) | Franklin’s Gardens, Northampton Widzów: 13456 Sędzia: Tim Wigglesworth |

| 27 listopada 201015:00 | Exeter                                                                         | 24:19(10:9) | Sale Sharks                              | Sandy Park, Exeter Widzów: 7171 Sędzia: Andrew Small |
| 27 listopada 201015:00 | Andrew Higgins 5 (P) Chris Budgen 5 (P) Ryan Davis 9 (3pd K) Tom Johnson 5 (P) | 24:19(10:9) | Nick MacLeod 14 (pd 4K) Rhys Crane 5 (P) | Sandy Park, Exeter Widzów: 7171 Sędzia: Andrew Small |

| 27 listopada 201015:00 | Leicester Tigers                                                                                           | 44:19(13:12) | Newcastle Falcons                            | Welford Road, Leicester Widzów: 18738 Sędzia: Greg Garner |
| 27 listopada 201015:00 | Anthony Allen 5 (P) Billy Twelvetrees 14 (4pd 2K) Jordan Crane 5 (P) Manu Tuilagi 10 (2P) Matt Smith 5 (P) | 44:19(13:12) | Jimmy Gopperth 14 (pd 4K) Luke Fielden 5 (P) | Welford Road, Leicester Widzów: 18738 Sędzia: Greg Garner |

| 27 listopada 201016:30 | Gloucester                                       | 19:13(6:13) | Saracens                                 | Kingsholm Stadium, Gloucester Widzów: 11453 Sędzia: Sean Davey |
| 27 listopada 201016:30 | Charlie Sharples 5 (P) Nicky Robinson 14 (pd 4K) | 19:13(6:13) | James Short 5 (P) Owen Farrell 8 (pd 2K) | Kingsholm Stadium, Gloucester Widzów: 11453 Sędzia: Sean Davey |
| 27 listopada 201016:30 | Alex Brown · Nick Wood                           | 19:13(6:13) | Hugh Vyvyan                              | Kingsholm Stadium, Gloucester Widzów: 11453 Sędzia: Sean Davey |

| 27 listopada 201017:30 | Bath                | 6:11(0:8) | London Wasps                          | The Recreation Ground, Bath Widzów: 11911 Sędzia: Dean Richards |
| 27 listopada 201017:30 | Olly Barkley 6 (2K) | 6:11(0:8) | Dave Walder 6 (2K) Tom Varndell 5 (P) | The Recreation Ground, Bath Widzów: 11911 Sędzia: Dean Richards |

| 28 listopada 201015:00 | Harlequins | 51:18(27:6) | Leeds Carnegie                               | Twickenham Stoop, Londyn Widzów: 10676 Sędzia: Martin Fox |
| 28 listopada 201015:00 | Chris Brooker 5 (P) Chris Robshaw 5 (P) Karl Dickson 5 (P) Mike Brown 5 (P) Nick Evans 19 (P 4pd 2K) Rory Clegg 2 (pd) Ross Chisholm 5 (P) Tom Guest 5 (P) | 51:18(27:6) | Ceiron Thomas 8 (pd 2K) Lee Blackett 10 (2P) | Twickenham Stoop, Londyn Widzów: 10676 Sędzia: Martin Fox |

| 4 grudnia 201014:30 | London Irish                     | 14:23(3:9) | Leicester Tigers                                   | Madejski Stadium, Reading Widzów: 11405 Sędzia: Dave Pearson |
| 4 grudnia 201014:30 | Ryan Lamb 9 (3K) Topsy Ojo 5 (P) | 14:23(3:9) | Billy Twelvetrees 13 (2pd 3K) Thomas Waldrom 5 (P) | Madejski Stadium, Reading Widzów: 11405 Sędzia: Dave Pearson |

| 5 grudnia 201014:15 | Saracens                                                         | 26:14(20:11) | Harlequins                          | Vicarage Road, Watford Widzów: 6035 Sędzia: Andrew Small |
| 5 grudnia 201014:15 | David Strettle 5 (P) Owen Farrell 16 (2pd 4K) Schalk Brits 5 (P) | 26:14(20:11) | George Lowe 5 (P) Nick Evans 9 (3K) | Vicarage Road, Watford Widzów: 6035 Sędzia: Andrew Small |

| 5 grudnia 201015:00 | London Wasps                                              | 24:12(16:6) | Exeter             | Adams Park, High Wycombe Widzów: 7931 Sędzia: Greg Garner |
| 5 grudnia 201015:00 | Ben Broster 5 (P) Dave Walder 14 (pd 4K) David Lemi 5 (P) | 24:12(16:6) | Ryan Davis 12 (4K) | Adams Park, High Wycombe Widzów: 7931 Sędzia: Greg Garner |

| 26 grudnia 201014:45 | Saracens                                | 13:6(3:0) | London Wasps       | Stadion Wembley, Londyn Widzów: 38425 Sędzia: Tim Wigglesworth |
| 26 grudnia 201014:45 | Andy Saull 5 (P) Owen Farrell 8 (pd 2K) | 13:6(3:0) | Dave Walder 6 (2K) | Stadion Wembley, Londyn Widzów: 38425 Sędzia: Tim Wigglesworth |

| 27 grudnia 201014:00 | Leicester Tigers | 54:21(28:7) | Sale Sharks                                                                | Welford Road, Leicester Widzów: 24000 Sędzia: Dean Richards |
| 27 grudnia 201014:00 | Alesana Tuilagi 5 (P) Anthony Allen 5 (P) Jeremy Staunton 14 (7pd) Manu Tuilagi 10 (2P) Matt Smith 5 (P) Rob Hawkins 5 (P) Scott Hamilton 10 (2P) | 54:21(28:7) | Asaeli Boko 5 (P) Dwayne Peel 5 (P) Kris Ormsby 5 (P) Nick MacLeod 6 (3pd) | Welford Road, Leicester Widzów: 24000 Sędzia: Dean Richards |

| 27 grudnia 201016:30 | Harlequins                              | 28:18(18:12) | London Irish         | Twickenham Stadium Londyn Widzów: 74212 Sędzia: Andrew Small |
| 27 grudnia 201016:30 | George Lowe 5 (P) Nick Evans 23 (pd 7K) | 28:18(18:12) | Chris Malone 18 (6K) | Twickenham Stadium Londyn Widzów: 74212 Sędzia: Andrew Small |
| 27 grudnia 201016:30 | Danny Care                              | 28:18(18:12) | Bob Casey            | Twickenham Stadium Londyn Widzów: 74212 Sędzia: Andrew Small |

| 1 stycznia 201113:00 | Leeds Carnegie                                                      | 15:13(10:10) | Gloucester                                         | Headingley Rugby Stadium, Headingley Widzów: 12015 Sędzia: Tim Wigglesworth |
| 1 stycznia 201113:00 | Ceiron Thomas 5 (pd K) Hendre Fourie 5 (P) Michael Stephenson 5 (P) | 15:13(10:10) | Freddie Burns 8 (pd 2K) James Simpson-Daniel 5 (P) | Headingley Rugby Stadium, Headingley Widzów: 12015 Sędzia: Tim Wigglesworth |

| 1 stycznia 201115:00 | Northampton Saints                          | 13:16(10:3) | Harlequins                             | Franklin’s Gardens, Northampton Widzów: 13459 Sędzia: Dean Richards |
| 1 stycznia 201115:00 | Shane Geraghty 3 (K) Stephen Myler 5 (pd K) | 13:16(10:3) | Danny Care 5 (P) Nick Evans 11 (pd 3K) | Franklin’s Gardens, Northampton Widzów: 13459 Sędzia: Dean Richards |
| 1 stycznia 201115:00 | John Andress · Nick Easter                  | 13:16(10:3) |                                        | Franklin’s Gardens, Northampton Widzów: 13459 Sędzia: Dean Richards |

| 1 stycznia 201115:15 | London Irish                                                                                            | 24:25(17:9) | Bath                                            | Madejski Stadium, Reading Widzów: 11811 Sędzia: Greg Garner |
| 1 stycznia 201115:15 | Chris Malone 7 (2pd K) Dan Bowden 2 (pd) Richard Thorpe 5 (P) Sailosi Tagicakibau 5 (P) Topsy Ojo 5 (P) | 24:25(17:9) | Michael Claassens 5 (P) Olly Barkley 20 (pd 6K) | Madejski Stadium, Reading Widzów: 11811 Sędzia: Greg Garner |
| 1 stycznia 201115:15 | Richard Thorpe                                                                                          | 24:25(17:9) |                                                 | Madejski Stadium, Reading Widzów: 11811 Sędzia: Greg Garner |

| 2 stycznia 201114:00 | Sale Sharks                                                                       | 28:22(28:9) | Saracens                                  | Edgeley Park, Stockport Widzów: 8646 Sędzia: Dave Pearson |
| 2 stycznia 201114:00 | Charlie Hodgson 13 (2pd 3K) Chris Bell 5 (P) James Gaskell 5 (P) Mark Cueto 5 (P) | 28:22(28:9) | James Short 5 (P) Owen Farrell 17 (pd 5K) | Edgeley Park, Stockport Widzów: 8646 Sędzia: Dave Pearson |

| 2 stycznia 201115:00 | London Wasps                                                       | 33:16(16:10) | Newcastle Falcons           | Adams Park, High Wycombe Widzów: 7614 Sędzia: Chris White |
| 2 stycznia 201115:00 | Ben Jacobs 5 (P) Dave Walder 18 (3pd 4K) Serge Betsen Tchoua 5 (P) | 33:16(16:10) | Jimmy Gopperth 16 (P pd 3K) | Adams Park, High Wycombe Widzów: 7614 Sędzia: Chris White |

| 2 stycznia 201116:15 | Exeter                                   | 15:22(15:15) | Leicester Tigers                                                                      | Sandy Park, Exeter Widzów: 10495 Sędzia: JP Doyle |
| 2 stycznia 201116:15 | Gareth Steenson 3 (K) Ryan Davis 12 (4K) | 15:22(15:15) | Alesana Tuilagi 5 (P) Jeremy Staunton 5 (pd K) Jordan Crane 10 (2P) Toby Flood 2 (pd) | Sandy Park, Exeter Widzów: 10495 Sędzia: JP Doyle |

| 7 stycznia 201119:45 | Newcastle Falcons                           | 19:19(9:9) | Sale Sharks                                          | Kingston Park, Newcastle upon Tyne Widzów: 4225 Sędzia: Tim Wigglesworth |
| 7 stycznia 201119:45 | Jimmy Gopperth 14 (pd 4K) Tim Swinson 5 (P) | 19:19(9:9) | Charlie Hodgson 14 (pd dg 3K) Sisa Koyamaibole 5 (P) | Kingston Park, Newcastle upon Tyne Widzów: 4225 Sędzia: Tim Wigglesworth |
| 7 stycznia 201119:45 | Tim Swinson                                 | 19:19(9:9) |                                                      | Kingston Park, Newcastle upon Tyne Widzów: 4225 Sędzia: Tim Wigglesworth |

| 8 stycznia 201114:15 | Bath                                         | 16:13(6:6) | Leeds Carnegie                                                  | The Recreation Ground, Bath Widzów: 10800 Sędzia: JP Doyle |
| 8 stycznia 201114:15 | Nick Abendanon 5 (P) Olly Barkley 11 (pd 3K) | 16:13(6:6) | Ceiron Thomas 5 (pd K) Scott Barrow 3 (dg) Steve Thompson 5 (P) | The Recreation Ground, Bath Widzów: 10800 Sędzia: JP Doyle |
| 8 stycznia 201114:15 | Warren Fury                                  | 16:13(6:6) |                                                                 | The Recreation Ground, Bath Widzów: 10800 Sędzia: JP Doyle |

| 8 stycznia 201114:45 | Harlequins                                                            | 17:10(17:7) | London Wasps                                                       | Twickenham Stoop, Londyn Widzów: 14282 Sędzia: Wayne Barnes |
| 8 stycznia 201114:45 | Joe Marler 5 (P) Mike Brown 5 (P) Nick Easter 5 (P) Nick Evans 2 (pd) | 17:10(17:7) | Dave Walder 3 (K) Mark van Gisbergen 2 (pd) Richard Haughton 5 (P) | Twickenham Stoop, Londyn Widzów: 14282 Sędzia: Wayne Barnes |

| 8 stycznia 201115:00 | Gloucester | 37:23(18:6) | Exeter                                                                | Kingsholm Stadium, Gloucester Widzów: 13401 Sędzia: Martin Fox |
| 8 stycznia 201115:00 | Akapusi Qera 5 (P) Charlie Sharples 5 (P) Freddie Burns 10 (2pd 2K) James Simpson-Daniel 5 (P) Olly Morgan 5 (P) Rory Lawson 5 (P) Tim Taylor 2 (pd) | 37:23(18:6) | Gareth Steenson 8 (pd 2K) Sireli Naqelevuki 10 (2P) Tom Johnson 5 (P) | Kingsholm Stadium, Gloucester Widzów: 13401 Sędzia: Martin Fox |
| 8 stycznia 201115:00 | Haydn Thomas | 37:23(18:6) |                                                                       | Kingsholm Stadium, Gloucester Widzów: 13401 Sędzia: Martin Fox |

| 8 stycznia 201117:00 | Leicester Tigers                                            | 27:16(11:10) | Northampton Saints                       | Welford Road, Leicester Widzów: 24000 Sędzia: Dave Pearson |
| 8 stycznia 201117:00 | Craig Newby 5 (P) Marcos Ayerza 5 (P) Toby Flood 17 (pd 5K) | 27:16(11:10) | Ben Foden 5 (P) Stephen Myler 11 (pd 3K) | Welford Road, Leicester Widzów: 24000 Sędzia: Dave Pearson |
| 8 stycznia 201117:00 | Mark Sorenson                                               | 27:16(11:10) |                                          | Welford Road, Leicester Widzów: 24000 Sędzia: Dave Pearson |

| 9 stycznia 201115:00 | Saracens             | 12:6(6:6) | London Irish        | Vicarage Road, Watford Widzów: 7013 Sędzia: David Rose |
| 9 stycznia 201115:00 | Owen Farrell 12 (4K) | 12:6(6:6) | Chris Malone 6 (2K) | Vicarage Road, Watford Widzów: 7013 Sędzia: David Rose |

| 11 lutego 201119:45 | Sale Sharks                            | 7:19(7:13) | Bath                                         | Edgeley Park, Stockport Widzów: 7065 Sędzia: Chris White |
| 11 lutego 201119:45 | Ben Cohen 5 (P) Charlie Hodgson 2 (pd) | 7:19(7:13) | Nick Abendanon 5 (P) Olly Barkley 14 (pd 4K) | Edgeley Park, Stockport Widzów: 7065 Sędzia: Chris White |

| 12 lutego 201112:30 | London Irish                                                                        | 23:14(10:7) | Newcastle Falcons                           | Madejski Stadium, Reading Widzów: 6806 Sędzia: Martin Fox |
| 12 lutego 201112:30 | Chris Malone 3 (K) Clarke Dermody 5 (P) Ryan Lamb 10 (P pd K) Seilala Mapusua 5 (P) | 23:14(10:7) | Gcobani Bobo 5 (P) Jimmy Gopperth 9 (P 2pd) | Madejski Stadium, Reading Widzów: 6806 Sędzia: Martin Fox |
| 12 lutego 201112:30 | Steffon Armitage                                                                    | 23:14(10:7) |                                             | Madejski Stadium, Reading Widzów: 6806 Sędzia: Martin Fox |

| 12 lutego 201112:30 | Northampton Saints                                        | 15:29(10:6) | Saracens                                                        | Franklin’s Gardens, Northampton Widzów: 13219 Sędzia: Andrew Small |
| 12 lutego 201112:30 | Jon Clarke 5 (P) Paul Diggin 5 (P) Stephen Myler 5 (pd K) | 15:29(10:6) | Alex Goode 16 (2pd 4K) Brad Barritt 8 (P dg) Matt Stevens 5 (P) | Franklin’s Gardens, Northampton Widzów: 13219 Sędzia: Andrew Small |
| 12 lutego 201112:30 | Roger Wilson                                              | 15:29(10:6) | Carlos Nieto · Owen Farrell                                     | Franklin’s Gardens, Northampton Widzów: 13219 Sędzia: Andrew Small |

| 12 lutego 201115:00 | Exeter                                    | 20:6(12:3) | Harlequins        | Sandy Park, Exeter Widzów: 8733 Sędzia: Tim Wigglesworth |
| 12 lutego 201115:00 | Gareth Steenson 15 (5K) Tom Johnson 5 (P) | 20:6(12:3) | Nick Evans 6 (2K) | Sandy Park, Exeter Widzów: 8733 Sędzia: Tim Wigglesworth |

| 13 lutego 201115:00 | Leeds Carnegie       | 9:15(6:10) | Leicester Tigers                                                  | Headingley Rugby Stadium, Headingley Widzów: 6762 Sędzia: JP Doyle |
| 13 lutego 201115:00 | Adrian Jarvis 9 (3K) | 9:15(6:10) | Alesana Tuilagi 5 (P) Jeremy Staunton 5 (pd K) Manu Tuilagi 5 (P) | Headingley Rugby Stadium, Headingley Widzów: 6762 Sędzia: JP Doyle |
| 13 lutego 201115:00 | Marco Wentzel        | 9:15(6:10) | Alesana Tuilagi                                                   | Headingley Rugby Stadium, Headingley Widzów: 6762 Sędzia: JP Doyle |

| 13 lutego 201117:00 | London Wasps       | 9:10(0:10) | Gloucester                                         | Adams Park, High Wycombe Widzów: 7684 Sędzia: Dean Richards |
| 13 lutego 201117:00 | Dave Walder 9 (3K) | 9:10(0:10) | James Simpson-Daniel 5 (P) Nicky Robinson 5 (pd K) | Adams Park, High Wycombe Widzów: 7684 Sędzia: Dean Richards |

| 18 lutego 201119:45 | Gloucester                                                        | 23:9(16:6) | London Irish                        | Kingsholm Stadium, Gloucester Widzów: 12333 Sędzia: David Rose |
| 18 lutego 201119:45 | Akapusi Qera 5 (P) Luke Narraway 5 (P) Nicky Robinson 13 (2pd 3K) | 23:9(16:6) | Chris Malone 6 (2K) Tom Homer 3 (K) | Kingsholm Stadium, Gloucester Widzów: 12333 Sędzia: David Rose |
| 18 lutego 201119:45 | Dave Lewis                                                        | 23:9(16:6) | Clarke Dermody                      | Kingsholm Stadium, Gloucester Widzów: 12333 Sędzia: David Rose |

| 18 lutego 201120:00 | Newcastle Falcons                           | 13:23(6:6) | Exeter                                  | Kingston Park, Newcastle upon Tyne Widzów: 5729 Sędzia: Sean Davey |
| 18 lutego 201120:00 | James Hudson 5 (P) Jimmy Gopperth 8 (pd 2K) | 13:23(6:6) | Gareth Steenson 18 (6K) Matt Jess 5 (P) | Kingston Park, Newcastle upon Tyne Widzów: 5729 Sędzia: Sean Davey |

| 19 lutego 201115:00 | Harlequins                                            | 21:9(18:3) | Sale Sharks            | Twickenham Stoop, Londyn Widzów: 11852 Sędzia: Greg Garner |
| 19 lutego 201115:00 | Joe Gray 5 (P) Mike Brown 5 (P) Rory Clegg 11 (pd 3K) | 21:9(18:3) | Charlie Hodgson 9 (3K) | Twickenham Stoop, Londyn Widzów: 11852 Sędzia: Greg Garner |
| 19 lutego 201115:00 | George Lowe                                           | 21:9(18:3) | Ben Cohen              | Twickenham Stoop, Londyn Widzów: 11852 Sędzia: Greg Garner |

| 19 lutego 201115:15 | Bath                                                                            | 38:8(17:3) | Northampton Saints                    | The Recreation Ground, Bath Widzów: 12200 Sędzia: Wayne Barnes |
| 19 lutego 201115:15 | Matt Banahan 15 (3P) Matt Carraro 5 (P) Olly Barkley 13 (5pd K) Sam Vesty 5 (P) | 38:8(17:3) | Greig Tonks 5 (P) Stephen Myler 3 (K) | The Recreation Ground, Bath Widzów: 12200 Sędzia: Wayne Barnes |
| 19 lutego 201115:15 | Greig Tonks                                                                     | 38:8(17:3) |                                       | The Recreation Ground, Bath Widzów: 12200 Sędzia: Wayne Barnes |

| 19 lutego 201117:30 | Leicester Tigers                              | 21:12(18:9) | London Wasps        | Welford Road, Leicester Widzów: 21215 Sędzia: Andrew Small |
| 19 lutego 201117:30 | Jeremy Staunton 16 (P pd 3K) Steve Mafi 5 (P) | 21:12(18:9) | Dave Walder 12 (4K) | Welford Road, Leicester Widzów: 21215 Sędzia: Andrew Small |

| 20 lutego 201115:00 | Saracens | 39:0(27:0) | Leeds Carnegie | Vicarage Road, Watford Widzów: 6029 Sędzia: Chris White |
| 20 lutego 201115:00 | Alex Goode 14 (4pd 2K) Brad Barritt 5 (P) Chris Wyles 5 (P) James Short 5 (P) Michael Tagicakibau 5 (P) Richard Wigglesworth 5 (P) | 39:0(27:0) |                | Vicarage Road, Watford Widzów: 6029 Sędzia: Chris White |

| 25 lutego 201119:45 | Sale Sharks                                    | 16:18(9:12) | Leicester Tigers        | Edgeley Park, Stockport Widzów: 8115 Sędzia: Tim Wigglesworth |
| 25 lutego 201119:45 | Charlie Hodgson 11 (pd dg 2K) Chris Bell 5 (P) | 16:18(9:12) | Jeremy Staunton 18 (6K) | Edgeley Park, Stockport Widzów: 8115 Sędzia: Tim Wigglesworth |
| 25 lutego 201119:45 | Sean Cox                                       | 16:18(9:12) |                         | Edgeley Park, Stockport Widzów: 8115 Sędzia: Tim Wigglesworth |

| 26 lutego 201115:00 | London Irish                         | 15:9(9:9) | Harlequins         | Madejski Stadium, Reading Widzów: 8776 Sędzia: Sean Davey |
| 26 lutego 201115:00 | Chris Malone 12 (4K) Tom Homer 3 (K) | 15:9(9:9) | Rory Clegg 9 (3K)  | Madejski Stadium, Reading Widzów: 8776 Sędzia: Sean Davey |
| 26 lutego 201115:00 | Paul Hodgson                         | 15:9(9:9) | Jordan Turner-Hall | Madejski Stadium, Reading Widzów: 8776 Sędzia: Sean Davey |

| 26 lutego 201115:00 | Northampton Saints                         | 16:18(6:12) | Gloucester                                 | Franklin’s Gardens, Northampton Widzów: 13259 Sędzia: Martin Fox |
| 26 lutego 201115:00 | Greig Tonks 5 (P) Stephen Myler 11 (pd 3K) | 16:18(6:12) | Jonny May 10 (2P) Nicky Robinson 8 (pd 2K) | Franklin’s Gardens, Northampton Widzów: 13259 Sędzia: Martin Fox |

| 26 lutego 201120:00 | Exeter                 | 9:12(9:6) | Bath                 | Sandy Park, Exeter Widzów: 10486 Sędzia: David Rose |
| 26 lutego 201120:00 | Gareth Steenson 9 (3K) | 9:12(9:6) | Olly Barkley 12 (4K) | Sandy Park, Exeter Widzów: 10486 Sędzia: David Rose |

| 27 lutego 201113:00 | London Wasps                        | 15:26(12:11) | Saracens                            | Adams Park, High Wycombe Widzów: 7498 Sędzia: Greg Garner |
| 27 lutego 201113:00 | Dave Walder 15 (5K)                 | 15:26(12:11) | Alex Goode 21 (7K) Andy Saull 5 (P) | Adams Park, High Wycombe Widzów: 7498 Sędzia: Greg Garner |
| 27 lutego 201113:00 | John Hart · Marty Veale · Tim Payne | 15:26(12:11) |                                     | Adams Park, High Wycombe Widzów: 7498 Sędzia: Greg Garner |

| 27 lutego 201117:30 | Leeds Carnegie    | 5:22(0:11) | Newcastle Falcons                                               | Headingley Rugby Stadium, Headingley Widzów: 5110 Sędzia: Dean Richards |
| 27 lutego 201117:30 | Scott Freer 5 (P) | 5:22(0:11) | Allister Hogg 5 (P) Jeremy Manning 5 (P) Jimmy Gopperth 12 (4K) | Headingley Rugby Stadium, Headingley Widzów: 5110 Sędzia: Dean Richards |
| 27 lutego 201117:30 | Matt Thompson     | 5:22(0:11) |                                                                 | Headingley Rugby Stadium, Headingley Widzów: 5110 Sędzia: Dean Richards |

| 4 marca 201120:00 | Newcastle Falcons                                                                 | 33:18(12:10) | Harlequins                                               | Kingston Park, Newcastle upon Tyne Widzów: 5011 Sędzia: Andrew Small |
| 4 marca 201120:00 | Alex Gray 5 (P) Jimmy Gopperth 18 (3pd 4K) Luke Fielden 5 (P) Michael Young 5 (P) | 33:18(12:10) | Mike Brown 5 (P) Rory Clegg 8 (pd 2K) Tom Williams 5 (P) | Kingston Park, Newcastle upon Tyne Widzów: 5011 Sędzia: Andrew Small |
| 4 marca 201120:00 | Jonny Golding                                                                     | 33:18(12:10) | Ceri Jones · James Johnston                              | Kingston Park, Newcastle upon Tyne Widzów: 5011 Sędzia: Andrew Small |

| 5 marca 201113:00 | Gloucester                                                                             | 34:22(15:10) | Bath                                                                                           | Kingsholm Stadium, Gloucester Widzów: 16241 Sędzia: Greg Garner |
| 5 marca 201113:00 | Henry Trinder 5 (P) Nicky Robinson 14 (pd 4K) Paul Doran Jones 5 (P) Tom Voyce 10 (2P) | 34:22(15:10) | Ben Williams 5 (P) Butch James 2 (pd) Matt Banahan 5 (P) Olly Barkley 5 (pd K) Tom Biggs 5 (P) | Kingsholm Stadium, Gloucester Widzów: 16241 Sędzia: Greg Garner |

| 5 marca 201115:15 | Leicester Tigers                          | 14:15(14:9) | Saracens           | Welford Road, Leicester Widzów: 22451 Sędzia: Sean Davey |
| 5 marca 201115:15 | Jeremy Staunton 9 (3K) Manu Tuilagi 5 (P) | 14:15(14:9) | Alex Goode 15 (5K) | Welford Road, Leicester Widzów: 22451 Sędzia: Sean Davey |

| 6 marca 201115:00 | Exeter                                                                                | 30:9(3:9) | Northampton Saints   | Sandy Park, Exeter Widzów: 8977 Sędzia: David Rose |
| 6 marca 201115:00 | Gareth Steenson 15 (3pd 3K) Sireli Naqelevuki 5 (P) Tom Hayes 5 (P) Tom Johnson 5 (P) | 30:9(3:9) | Stephen Myler 9 (3K) | Sandy Park, Exeter Widzów: 8977 Sędzia: David Rose |
| 6 marca 201115:00 | Nic Sestaret                                                                          | 30:9(3:9) |                      | Sandy Park, Exeter Widzów: 8977 Sędzia: David Rose |

| 6 marca 201115:00 | Leeds Carnegie                                                                          | 27:19(10:16) | London Irish                                                     | Headingley Rugby Stadium, Headingley Widzów: 4242 Sędzia: Rob Debney |
| 6 marca 201115:00 | Adrian Jarvis 12 (3pd 2K) Daniel Browne 5 (P) Luther Burrell 5 (P) Mike MacDonald 5 (P) | 27:19(10:16) | Chris Malone 3 (K) Ryan Lamb 11 (pd dg 2K) Seilala Mapusua 5 (P) | Headingley Rugby Stadium, Headingley Widzów: 4242 Sędzia: Rob Debney |

| 6 marca 201115:00 | London Wasps                                                  | 33:26(15:0) | Sale Sharks                                                     | Adams Park, High Wycombe Widzów: 8077 Sędzia: Dave Pearson |
| 6 marca 201115:00 | Dave Walder 23 (pd dg 6K) Joe Simpson 5 (P) Riki Flutey 5 (P) | 33:26(15:0) | Ben Cohen 5 (P) Charlie Hodgson 16 (2pd 4K) Wame Lewaravu 5 (P) | Adams Park, High Wycombe Widzów: 8077 Sędzia: Dave Pearson |
| 6 marca 201115:00 | Henry Thomas                                                  | 33:26(15:0) |                                                                 | Adams Park, High Wycombe Widzów: 8077 Sędzia: Dave Pearson |

| 12 marca 201115:00 | Leeds Carnegie                           | 13:23(6:10) | Northampton Saints                            | Headingley Rugby Stadium, Headingley Widzów: 4262 Sędzia: Chris White |
| 12 marca 201115:00 | Adrian Jarvis 8 (pd 2K) Danny Paul 5 (P) | 13:23(6:10) | Paul Diggin 5 (P) Stephen Myler 18 (P 2pd 3K) | Headingley Rugby Stadium, Headingley Widzów: 4262 Sędzia: Chris White |

| 25 marca 201119:45 | Sale Sharks             | 15:12(9:7) | Leeds Carnegie                                                     | Edgeley Park, Stockport Widzów: 6972 Sędzia: Wayne Barnes |
| 25 marca 201119:45 | Charlie Hodgson 15 (5K) | 15:12(9:7) | Adrian Jarvis 2 (pd) Henry Faʻafili 5 (P) Michael Stephenson 5 (P) | Edgeley Park, Stockport Widzów: 6972 Sędzia: Wayne Barnes |
| 25 marca 201119:45 | Mark Cueto              | 15:12(9:7) |                                                                    | Edgeley Park, Stockport Widzów: 6972 Sędzia: Wayne Barnes |

| 26 marca 201114:15 | Harlequins                                                                                      | 53:15(24:3) | Gloucester                                                     | Twickenham Stoop, Londyn Widzów: 14282 Sędzia: JP Doyle |
| 26 marca 201114:15 | George Lowe 10 (2P) George Robson 5 (P) Joe Gray 5 (P) Rory Clegg 18 (6pd 2K) Ugo Monye 15 (3P) | 53:15(24:3) | Henry Trinder 5 (P) Nicky Robinson 5 (pd K) Tim Molenaar 5 (P) | Twickenham Stoop, Londyn Widzów: 14282 Sędzia: JP Doyle |
| 26 marca 201114:15 | Alasdair Strokosch                                                                              | 53:15(24:3) |                                                                | Twickenham Stoop, Londyn Widzów: 14282 Sędzia: JP Doyle |

| 26 marca 201115:00 | London Irish                                                                          | 39:17(18:8) | Exeter                                     | Madejski Stadium, Reading Widzów: 20011 Sędzia: Greg Garner |
| 26 marca 201115:00 | David Paice 5 (P) Delon Armitage 5 (P) Steffon Armitage 10 (2P) Tom Homer 19 (2pd 5K) | 39:17(18:8) | Chris Budgen 5 (P) Gareth Steenson 12 (4K) | Madejski Stadium, Reading Widzów: 20011 Sędzia: Greg Garner |
| 26 marca 201115:00 | James Scaysbrook                                                                      | 39:17(18:8) |                                            | Madejski Stadium, Reading Widzów: 20011 Sędzia: Greg Garner |

| 26 marca 201116:30 | Bath                    | 6:37(3:22) | Leicester Tigers                                                | The Recreation Ground, Bath Widzów: 12200 Sędzia: Dave Pearson |
| 26 marca 201116:30 | Butch James 6 (2K)      | 6:37(3:22) | Anthony Allen 5 (P) Toby Flood 22 (2P 3pd 2K) Tom Croft 10 (2P) | The Recreation Ground, Bath Widzów: 12200 Sędzia: Dave Pearson |
| 26 marca 201116:30 | Ignacio Fernandez Lobbe | 6:37(3:22) | Ed Slater · Horacio Agulla                                      | The Recreation Ground, Bath Widzów: 12200 Sędzia: Dave Pearson |

| 27 marca 201113:45 | Northampton Saints | 39:3(22:3) | London Wasps      | Franklin’s Gardens, Northampton Widzów: 13385 Sędzia: Dean Richards |
| 27 marca 201113:45 | Ben Foden 5 (P) Brian Mujati 5 (P) Chris Ashton 5 (P) Shane Geraghty 4 (2pd) Stephen Myler 10 (2pd 2K) Stuart Commins 5 (P) | 39:3(22:3) | Dave Walder 3 (K) | Franklin’s Gardens, Northampton Widzów: 13385 Sędzia: Dean Richards |

| 27 marca 201115:00 | Saracens                                                                        | 24:9(11:3) | Newcastle Falcons     | Vicarage Road, Watford Widzów: 7135 Sędzia: Martin Fox |
| 27 marca 201115:00 | Alex Goode 3 (K) James Short 5 (P) Jared Saunders 5 (P) Owen Farrell 11 (pd 3K) | 24:9(11:3) | Jimmy Gopperth 9 (3K) | Vicarage Road, Watford Widzów: 7135 Sędzia: Martin Fox |
| 27 marca 201115:00 | Allister Hogg                                                                   | 24:9(11:3) |                       | Vicarage Road, Watford Widzów: 7135 Sędzia: Martin Fox |

| 2 kwietnia 201114:30 | Northampton Saints | 53:24(26:16) | Sale Sharks                                                     | Franklin’s Gardens, Northampton Widzów: 13312 Sędzia: David Rose |
| 2 kwietnia 201114:30 | Brian Mujati 5 (P) Bruce Reihana 5 (P) Chris Ashton 5 (P) Lee Dickson 5 (P) Phil Dowson 5 (P) Stephen Myler 13 (5pd K) Tom Wood 5 (P) | 53:24(26:16) | Charlie Hodgson 14 (pd 4K) Marc Jones 5 (P) Wame Lewaravu 5 (P) | Franklin’s Gardens, Northampton Widzów: 13312 Sędzia: David Rose |
| 2 kwietnia 201114:30 | Roger Wilson | 53:24(26:16) | Neil Briggs · Neil Briggs                                       | Franklin’s Gardens, Northampton Widzów: 13312 Sędzia: David Rose |

| 2 kwietnia 201115:00 | Gloucester                                                                                          | 34:9(10:9) | Newcastle Falcons     | Kingsholm Stadium, Gloucester Widzów: 12931 Sędzia: Dean Richards |
| 2 kwietnia 201115:00 | Freddie Burns 13 (P pd 2K) Henry Trinder 5 (P) Jonny May 5 (P) Rory Lawson 5 (P) Tim Taylor 6 (3pd) | 34:9(10:9) | Jimmy Gopperth 9 (3K) | Kingsholm Stadium, Gloucester Widzów: 12931 Sędzia: Dean Richards |
| 2 kwietnia 201115:00 | Allister Hogg                                                                                       | 34:9(10:9) |                       | Kingsholm Stadium, Gloucester Widzów: 12931 Sędzia: Dean Richards |

| 2 kwietnia 201117:30 | Harlequins                               | 13:17(10:0) | Leicester Tigers                           | Twickenham Stoop, Londyn Widzów: 14282 Sędzia: Wayne Barnes |
| 2 kwietnia 201117:30 | Danny Care 5 (P) Nick Evans 8 (pd 2K)    | 13:17(10:0) | Alesana Tuilagi 5 (P) Toby Flood 7 (2pd K) | Twickenham Stoop, Londyn Widzów: 14282 Sędzia: Wayne Barnes |
| 2 kwietnia 201117:30 | Mark Lambert · Will Skinner · Joe Marler | 13:17(10:0) | Marcos Ayerza                              | Twickenham Stoop, Londyn Widzów: 14282 Sędzia: Wayne Barnes |

| 3 kwietnia 201114:15 | Saracens                                | 20:9(11:3) | Bath               | Vicarage Road, Watford Widzów: 9653 Sędzia: Nigel Owens |
| 3 kwietnia 201114:15 | Alex Goode 15 (5K) David Strettle 5 (P) | 20:9(11:3) | Butch James 9 (3K) | Vicarage Road, Watford Widzów: 9653 Sędzia: Nigel Owens |

| 3 kwietnia 201115:00 | Leeds Carnegie                                                       | 27:22(16:6) | Exeter                                           | Headingley Rugby Stadium, Headingley Widzów: 4097 Sędzia: Tim Wigglesworth |
| 3 kwietnia 201115:00 | Adrian Jarvis 17 (pd dg 4K) Alfie Vaeluaga 5 (P) Hendre Fourie 5 (P) | 27:22(16:6) | Bryan Rennie 5 (P) Gareth Steenson 17 (pd dg 4K) | Headingley Rugby Stadium, Headingley Widzów: 4097 Sędzia: Tim Wigglesworth |

| 3 kwietnia 201115:00 | London Irish                           | 25:12(15:12) | London Wasps                                          | Madejski Stadium, Reading Widzów: 9789 Sędzia: Chris White |
| 3 kwietnia 201115:00 | David Paice 5 (P) Tom Homer 20 (pd 6K) | 25:12(15:12) | Dave Walder 2 (pd) Riki Flutey 5 (P) Rob Webber 5 (P) | Madejski Stadium, Reading Widzów: 9789 Sędzia: Chris White |
| 3 kwietnia 201115:00 | Gary Johnson                           | 25:12(15:12) |                                                       | Madejski Stadium, Reading Widzów: 9789 Sędzia: Chris White |

| 8 kwietnia 201119:45 | Sale Sharks                                                            | 36:31(16:13) | Gloucester                                                                      | Edgeley Park, Stockport Widzów: 6888 Sędzia: Sean Davey |
| 8 kwietnia 201119:45 | Charlie Hodgson 21 (P 2pd 4K) Paul Williams 10 (2P) Will Addison 5 (P) | 36:31(16:13) | Freddie Burns 11 (pd 3K) Jonny May 5 (P) Tim Molenaar 5 (P) Tim Taylor 5 (pd K) | Edgeley Park, Stockport Widzów: 6888 Sędzia: Sean Davey |

| 9 kwietnia 201114:30 | Bath                                                                                 | 26:18(13:8) | Exeter                                                                          | The Recreation Ground, Bath Widzów: 12200 Sędzia: Martin Fox |
| 9 kwietnia 201114:30 | Butch James 11 (pd 3K) Matt Banahan 5 (P) Matt Carraro 5 (P) Michael Claassens 5 (P) | 26:18(13:8) | Gareth Steenson 6 (2K) Ignacio Mieres 2 (pd) Luke Arscott 5 (P) Matt Jess 5 (P) | The Recreation Ground, Bath Widzów: 12200 Sędzia: Martin Fox |
| 9 kwietnia 201114:30 | Hoani Tui · James Scaysbrook                                                         | 26:18(13:8) |                                                                                 | The Recreation Ground, Bath Widzów: 12200 Sędzia: Martin Fox |

| 9 kwietnia 201115:00 | Newcastle Falcons                                                   | 29:30(20:14) | Leeds Carnegie                                                                          | Kingston Park, Newcastle upon Tyne Widzów: 6876 Sędzia: Andrew Small |
| 9 kwietnia 201115:00 | Jeremy Manning 5 (P) Jimmy Gopperth 19 (2pd 5K) Michael Young 5 (P) | 29:30(20:14) | Adrian Jarvis 15 (3pd 2dg K) Gareth Hardy 5 (P) Pete Wackett 5 (P) Steve Thompson 5 (P) | Kingston Park, Newcastle upon Tyne Widzów: 6876 Sędzia: Andrew Small |

| 15 kwietnia 201119:45 | Newcastle Falcons      | 15:22(6:10) | Northampton Saints                                                             | Kingston Park, Newcastle upon Tyne Widzów: 5167 Sędzia: Greg Garner |
| 15 kwietnia 201119:45 | Jimmy Gopperth 15 (5K) | 15:22(6:10) | Ben Foden 5 (P) Bruce Reihana 5 (P) Chris Ashton 5 (P) Stephen Myler 7 (2pd K) | Kingston Park, Newcastle upon Tyne Widzów: 5167 Sędzia: Greg Garner |
| 15 kwietnia 201119:45 | Calum Clark            | 15:22(6:10) |                                                                                | Kingston Park, Newcastle upon Tyne Widzów: 5167 Sędzia: Greg Garner |

| 16 kwietnia 201114:15 | Bath                                           | 19:15(10:9) | Harlequins         | The Recreation Ground, Bath Widzów: 12200 Sędzia: Dave Pearson |
| 16 kwietnia 201114:15 | Butch James 14 (pd 4K) Michael Claassens 5 (P) | 19:15(10:9) | Nick Evans 15 (5K) | The Recreation Ground, Bath Widzów: 12200 Sędzia: Dave Pearson |
| 16 kwietnia 201114:15 | Sam Vesty                                      | 19:15(10:9) |                    | The Recreation Ground, Bath Widzów: 12200 Sędzia: Dave Pearson |

| 16 kwietnia 201115:00 | Exeter                                                             | 12:33(5:13) | Saracens                                                                                     | Sandy Park, Exeter Widzów: 9561 Sędzia: Dean Richards |
| 16 kwietnia 201115:00 | Ignacio Mieres 2 (pd) Jason Shoemark 5 (P) Sireli Naqelevuki 5 (P) | 12:33(5:13) | Alex Goode 15 (3pd 3K) Chris Wyles 5 (P) Noah Cato 5 (P) Owen Farrell 3 (dg) Rhys Gill 5 (P) | Sandy Park, Exeter Widzów: 9561 Sędzia: Dean Richards |

| 16 kwietnia 201115:00 | Leicester Tigers                                                                            | 41:41(13:17) | Gloucester | Welford Road, Leicester Widzów: 24000 Sędzia: George Clancy |
| 16 kwietnia 201115:00 | Alesana Tuilagi 15 (3P) Billy Twelvetrees 5 (P) Scott Hamilton 5 (P) Toby Flood 16 (5pd 2K) | 41:41(13:17) | Andy Hazell 5 (P) Eliota Fuimaono-Sapolu 10 (2P) Freddie Burns 16 (5pd 2K) Olly Morgan 5 (P) Tim Molenaar 5 (P) | Welford Road, Leicester Widzów: 24000 Sędzia: George Clancy |

| 16 kwietnia 201117:30 | Sale Sharks                                                    | 20:34(3:24) | London Irish                                                                                    | Reebok Stadium, Horwich Widzów: 16428 Sędzia: JP Doyle |
| 16 kwietnia 201117:30 | Charlie Hodgson 10 (2pd 2K) Sean Cox 5 (P) Wame Lewaravu 5 (P) | 20:34(3:24) | Dan Bowden 5 (P) David Paice 5 (P) Steffon Armitage 5 (P) Tom Homer 14 (4pd 2K) Topsy Ojo 5 (P) | Reebok Stadium, Horwich Widzów: 16428 Sędzia: JP Doyle |

| 17 kwietnia 201115:00 | London Wasps | 51:18(16:6) | Leeds Carnegie                                                    | Adams Park, High Wycombe Widzów: 7186 Sędzia: David Rose |
| 17 kwietnia 201115:00 | Billy Vunipola 5 (P) Dave Walder 14 (4pd 2K) Joe Simpson 10 (2P) Joe Ward 5 (P) Mark Atkinson 2 (pd) Richard Haughton 10 (2P) Sakaria Taulafo 5 (P) | 51:18(16:6) | Adrian Jarvis 8 (pd 2K) Chris Lewis-Pratt 5 (P) Rhys Oakley 5 (P) | Adams Park, High Wycombe Widzów: 7186 Sędzia: David Rose |
| 17 kwietnia 201115:00 | Michael Stephenson | 51:18(16:6) |                                                                   | Adams Park, High Wycombe Widzów: 7186 Sędzia: David Rose |

| 19 kwietnia 201119:45 | Gloucester                                                                             | 27:15(17:8) | Northampton Saints                                          | Kingsholm Stadium, Gloucester Widzów: 15684 Sędzia: Wayne Barnes |
| 19 kwietnia 201119:45 | Charlie Sharples 5 (P) Freddie Burns 12 (3pd 2K) Olivier Azam 5 (P) Tim Molenaar 5 (P) | 27:15(17:8) | Alex Waller 5 (P) Lee Dickson 5 (P) Shane Geraghty 5 (pd K) | Kingsholm Stadium, Gloucester Widzów: 15684 Sędzia: Wayne Barnes |

| 22 kwietnia 201115:00 | Sale Sharks                                                                       | 24:30(10:10) | Exeter                                                                                                 | Edgeley Park, Stockport Widzów: 7462 Sędzia: Peter Fitzgibbon |
| 22 kwietnia 201115:00 | Charlie Hodgson 9 (3pd K) Chris Bell 5 (P) Wame Lewaravu 5 (P) Will Addison 5 (P) | 24:30(10:10) | Gareth Steenson 5 (pd K) Ignacio Mieres 10 (2pd 2K) Matt Jess 5 (P) Nic Sestaret 5 (P) Tom Hayes 5 (P) | Edgeley Park, Stockport Widzów: 7462 Sędzia: Peter Fitzgibbon |

| 22 kwietnia 201118:00 | Newcastle Falcons                              | 13:24(6:10) | Leicester Tigers                                                                     | Kingston Park, Newcastle upon Tyne Widzów: 6470 Sędzia: Tim Wigglesworth |
| 22 kwietnia 201118:00 | Jimmy Gopperth 8 (pd 2K) Tane Tuʻipulotu 5 (P) | 13:24(6:10) | Alesana Tuilagi 5 (P) James Grindal 5 (P) Jeremy Staunton 9 (3pd K) Matt Smith 5 (P) | Kingston Park, Newcastle upon Tyne Widzów: 6470 Sędzia: Tim Wigglesworth |

| 23 kwietnia 201115:00 | London Irish                                                     | 20:26(6:13) | Northampton Saints                             | Madejski Stadium, Reading Widzów: 11860 Sędzia: David Rose |
| 23 kwietnia 201115:00 | Richard Thorpe 5 (P) Seilala Mapusua 5 (P) Tom Homer 10 (2pd 2K) | 20:26(6:13) | Chris Ashton 10 (2P) Stephen Myler 16 (2pd 4K) | Madejski Stadium, Reading Widzów: 11860 Sędzia: David Rose |

| 23 kwietnia 201117:30 | London Wasps                           | 10:43(3:29) | Bath                                                                           | Twickenham Stadium Londyn Widzów: 38074 Sędzia: Wayne Barnes |
| 23 kwietnia 201117:30 | Dave Walder 3 (K) Joe Simpson 7 (P pd) | 10:43(3:29) | Matt Banahan 10 (2P) Matt Carraro 5 (P) Sam Vesty 13 (5pd K) Tom Biggs 15 (3P) | Twickenham Stadium Londyn Widzów: 38074 Sędzia: Wayne Barnes |

| 24 kwietnia 201113:30 | Saracens                                                                                              | 35:12(15:5) | Gloucester                                                       | Vicarage Road, Watford Widzów: 10439 Sędzia: Dave Pearson |
| 24 kwietnia 201113:30 | Alex Goode 15 (3pd 3K) David Strettle 5 (P) Ernst Joubert 5 (P) Matt Stevens 5 (P) Schalk Brits 5 (P) | 35:12(15:5) | Henry Trinder 5 (P) James Simpson-Daniel 5 (P) Ryan Mills 2 (pd) | Vicarage Road, Watford Widzów: 10439 Sędzia: Dave Pearson |
| 24 kwietnia 201113:30 | Luke Narraway                                                                                         | 35:12(15:5) |                                                                  | Vicarage Road, Watford Widzów: 10439 Sędzia: Dave Pearson |

| 24 kwietnia 201115:00 | Leeds Carnegie          | 3:38(0:14) | Harlequins | Headingley Rugby Stadium, Headingley Widzów: 5424 Sędzia: Martin Fox |
| 24 kwietnia 201115:00 | Chris Lewis-Pratt 3 (K) | 3:38(0:14) | Danny Care 8 (P dg) Joe Gray 5 (P) Jordan Turner-Hall 5 (P) Mike Brown 5 (P) Nick Easter 5 (P) Nick Evans 8 (4pd) Rory Clegg 2 (pd) | Headingley Rugby Stadium, Headingley Widzów: 5424 Sędzia: Martin Fox |

| 30 kwietnia 201116:00 | Newcastle Falcons                        | 11:14(6:8) | Bath                                                       | Kingston Park, Newcastle upon Tyne Widzów: 5213 Sędzia: JP Doyle |
| 30 kwietnia 201116:00 | Jimmy Gopperth 6 (2K) Luke Fielden 5 (P) | 11:14(6:8) | Butch James 6 (2K) Michael Claassens 5 (P) Sam Vesty 3 (K) | Kingston Park, Newcastle upon Tyne Widzów: 5213 Sędzia: JP Doyle |

| 7 maja 201115:00 | Bath | 42:12(29:0) | Newcastle Falcons                                        | The Recreation Ground, Bath Widzów: 12200 Sędzia: Wayne Barnes |
| 7 maja 201115:00 | Butch James 15 (3pd 3K) Ignacio Fernandez Lobbe 5 (P) Jacques Boussuge 5 (P) Matt Banahan 5 (P) Matt Carraro 5 (P) Sam Vesty 7 (P pd) | 42:12(29:0) | Alex Tait 5 (P) Jeremy Manning 2 (pd) Luke Fielden 5 (P) | The Recreation Ground, Bath Widzów: 12200 Sędzia: Wayne Barnes |

| 7 maja 201115:00 | Exeter                                                      | 21:8(9:5) | London Wasps                            | Sandy Park, Exeter Widzów: 10522 Sędzia: Llyr ApGeraint Roberts |
| 7 maja 201115:00 | Ignacio Mieres 11 (pd 3K) Matt Jess 5 (P) Tom Johnson 5 (P) | 21:8(9:5) | Christian Wade 5 (P) Dave Walder 3 (dg) | Sandy Park, Exeter Widzów: 10522 Sędzia: Llyr ApGeraint Roberts |

| 7 maja 201115:00 | Gloucester | 68:17(19:3) | Sale Sharks                                                     | Kingsholm Stadium, Gloucester Widzów: 14151 Sędzia: David Rose |
| 7 maja 201115:00 | Charlie Sharples 15 (3P) Dave Lewis 5 (P) Henry Trinder 10 (2P) James Simpson-Daniel 5 (P) Nicky Robinson 19 (P 7pd) Rory Lawson 5 (P) Scott Lawson 5 (P) Tim Taylor 4 (2pd) | 68:17(19:3) | Charlie Hodgson 7 (2pd K) Neil Briggs 5 (P) Neil McMillan 5 (P) | Kingsholm Stadium, Gloucester Widzów: 14151 Sędzia: David Rose |

| 7 maja 201115:00 | Harlequins                                                   | 13:16(6:6) | Saracens                                   | Twickenham Stoop, Londyn Widzów: 14282 Sędzia: Tim Wigglesworth |
| 7 maja 201115:00 | Ben Urdapilleta 2 (pd) Chris Robshaw 5 (P) Rory Clegg 6 (2K) | 13:16(6:6) | Alex Goode 6 (2K) Owen Farrell 10 (P pd K) | Twickenham Stoop, Londyn Widzów: 14282 Sędzia: Tim Wigglesworth |
| 7 maja 201115:00 | Jacques Burger                                               | 13:16(6:6) |                                            | Twickenham Stoop, Londyn Widzów: 14282 Sędzia: Tim Wigglesworth |

| 7 maja 201115:00 | Leicester Tigers | 32:23(8:13) | London Irish                            | Welford Road, Leicester Widzów: 24000 Sędzia: Greg Garner |
| 7 maja 201115:00 | Alesana Tuilagi 5 (P) Anthony Allen 5 (P) Horacio Agulla 5 (P) Matt Smith 5 (P) Toby Flood 7 (2pd K) Tom Croft 5 (P) | 32:23(8:13) | Tom Homer 13 (2pd 3K) Topsy Ojo 10 (2P) | Welford Road, Leicester Widzów: 24000 Sędzia: Greg Garner |

| 7 maja 201115:00 | Northampton Saints                                                                 | 31:24(15:24) | Leeds Carnegie                                                                   | Franklin’s Gardens, Northampton Widzów: 13209 Sędzia: Andrew Small |
| 7 maja 201115:00 | Chris Ashton 5 (P) Phil Dowson 5 (P) Shane Geraghty 7 (2pd K) Stephen Myler 9 (3K) | 31:24(15:24) | Adrian Jarvis 9 (3pd K) Hendre Fourie 5 (P) Pete Wackett 5 (P) Rhys Oakley 5 (P) | Franklin’s Gardens, Northampton Widzów: 13209 Sędzia: Andrew Small |
| 7 maja 201115:00 | Paul Diggin                                                                        | 31:24(15:24) | Juan Gomez · Lee Blackett                                                        | Franklin’s Gardens, Northampton Widzów: 13209 Sędzia: Andrew Small |

## Faza pucharowa
|  |                    |                    |          |              |    |                  |                  |       |
|  | Półfinał           | Półfinał           | Półfinał |              |    | Finał            | Finał            | Finał |
|  | Półfinał           | Półfinał           | Półfinał |              |    | Finał            | Finał            | Finał |
|  | 14 maja 2011       |                    |          |              |    |                  |                  |       |
|  |                    |                    |          |              |    |                  |                  |       |
|  | Leicester Tigers   | Leicester Tigers   | 11       |              |    |                  |                  |       |
|  | Leicester Tigers   | Leicester Tigers   | 11       | 28 maja 2011 |    |                  |                  |       |
|  | Northampton Saints | Northampton Saints | 3        |              |    |                  |                  |       |
|  | Northampton Saints | Northampton Saints | 3        |              |    | Leicester Tigers | Leicester Tigers | 18    |
|  | 15 maja 2011       |                    |          |              |    | Leicester Tigers | Leicester Tigers | 18    |
|  |                    |                    | Saracens | Saracens     | 22 |                  |                  |       |
|  | Saracens           | Saracens           | Saracens | Saracens     | 22 | 12               |                  |       |
|  | Saracens           | Saracens           |          |              |    |                  |                  |       |
|  | Gloucester         | Gloucester         | 10       |              |    |                  |                  |       |
|  | Gloucester         | Gloucester         | 10       |              |    |                  |                  |       |

| 14 maja 201115:15 | Leicester Tigers                        | 11:3(3:0) | Northampton Saints  | Welford Road, Leicester Widzów: 20137 Sędzia: Wayne Barnes |
| 14 maja 201115:15 | Alesana Tuilagi 5 (P) Toby Flood 6 (2K) | 11:3(3:0) | Stephen Myler 3 (K) | Welford Road, Leicester Widzów: 20137 Sędzia: Wayne Barnes |
| 14 maja 201115:15 | Manu Tuilagi                            | 11:3(3:0) | Chris Ashton        | Welford Road, Leicester Widzów: 20137 Sędzia: Wayne Barnes |

| 15 maja 201114:30 | Saracens             | 12:10(6:3) | Gloucester                 | Vicarage Road, Watford Widzów: 12032 Sędzia: Andrew Small |
| 15 maja 201114:30 | Owen Farrell 12 (4K) | 12:10(6:3) | Nicky Robinson 10 (P pd K) | Vicarage Road, Watford Widzów: 12032 Sędzia: Andrew Small |
| 15 maja 201114:30 | Steve Borthwick      | 12:10(6:3) |                            | Vicarage Road, Watford Widzów: 12032 Sędzia: Andrew Small |

| 28 maja 201115:00 | Leicester Tigers   | 18:22(9:16) | Saracens                                  | Twickenham Stadium Londyn Widzów: 80016 Sędzia: Wayne Barnes |
| 28 maja 201115:00 | Toby Flood 18 (6K) | 18:22(9:16) | James Short 5 (P) Owen Farrell 17 (pd 5K) | Twickenham Stadium Londyn Widzów: 80016 Sędzia: Wayne Barnes |
| 28 maja 201115:00 | Ben Youngs         | 18:22(9:16) |                                           | Twickenham Stadium Londyn Widzów: 80016 Sędzia: Wayne Barnes |